# 野依範治
野依 範治（のより はんじ、旧姓・朝吹、1854年1月29日（安政元年1月1日） - 1917年（大正6年）12月23日）は、日本の会社役員。多久鉱業、古賀山炭坑各取締役。族籍は福岡県平民。

## 人物
豊前国下毛郡宮園村（現・大分県中津市耶馬溪町大字宮園）出身。朝吹泰蔵の三男。1864年に野依半七郎の養子となり、1877年に家督を相続する。会社の重役である。住所は佐賀市西田代町。

## 家族・親族
野依家
- 養父・半七郎[1][3]
- 妻・クワ（1860年 - ?、養父半七郎の二女）[1][3]
- 養弟・三治（1872年 - ?、大分、川谷彦三郎の養子）[1][3]
- 長男・辰治[1]（1880年 - 1940年、三井生命保険取締役会長）
- 同妻・信（1888年 - ?、東京、帝国生命社長福原有信の三女）[1][3]
  - 同子 鈴子
  - 同夫 野依金城 - 工学博士。鐘渕化学工業常務。芸備銀行社長の塩川三四郎の子 [4]
- 二男・次郎[1]（1884年 - ?、樺太鉄道常務）
- 長女・キヌ（1901年 - ?、野依丑五郎の養子）[3]
  - 孫[1]

親戚
- 兄・朝吹英二（実業家） - 三井系諸会社の重職を歴任。
- 長男の妻の父・福原有信（資生堂の創業者）